# Hikarigaoka (métro de Tokyo)
Hikarigaoka (光が丘駅, Hikarigaoka-eki) est une station du métro de Tokyo sur la ligne Ōedo dans l'arrondissement de Nerima à Tokyo. Elle est exploitée par le Bureau des Transports de la Métropole de Tokyo (Toei).

## Situation sur le réseau
La station Hikarigaoka est située au point kilométrique (PK) 40,7 de la ligne Ōedo dont elle marque le terminus.

## Histoire
La station a été inaugurée le 10 décembre 1991.

## Services aux voyageurs

### Accès et accueil
La station est ouverte tous les jours.
En moyenne, 60 107 voyageurs ont fréquenté quotidiennement la station en 2015.

### Desserte

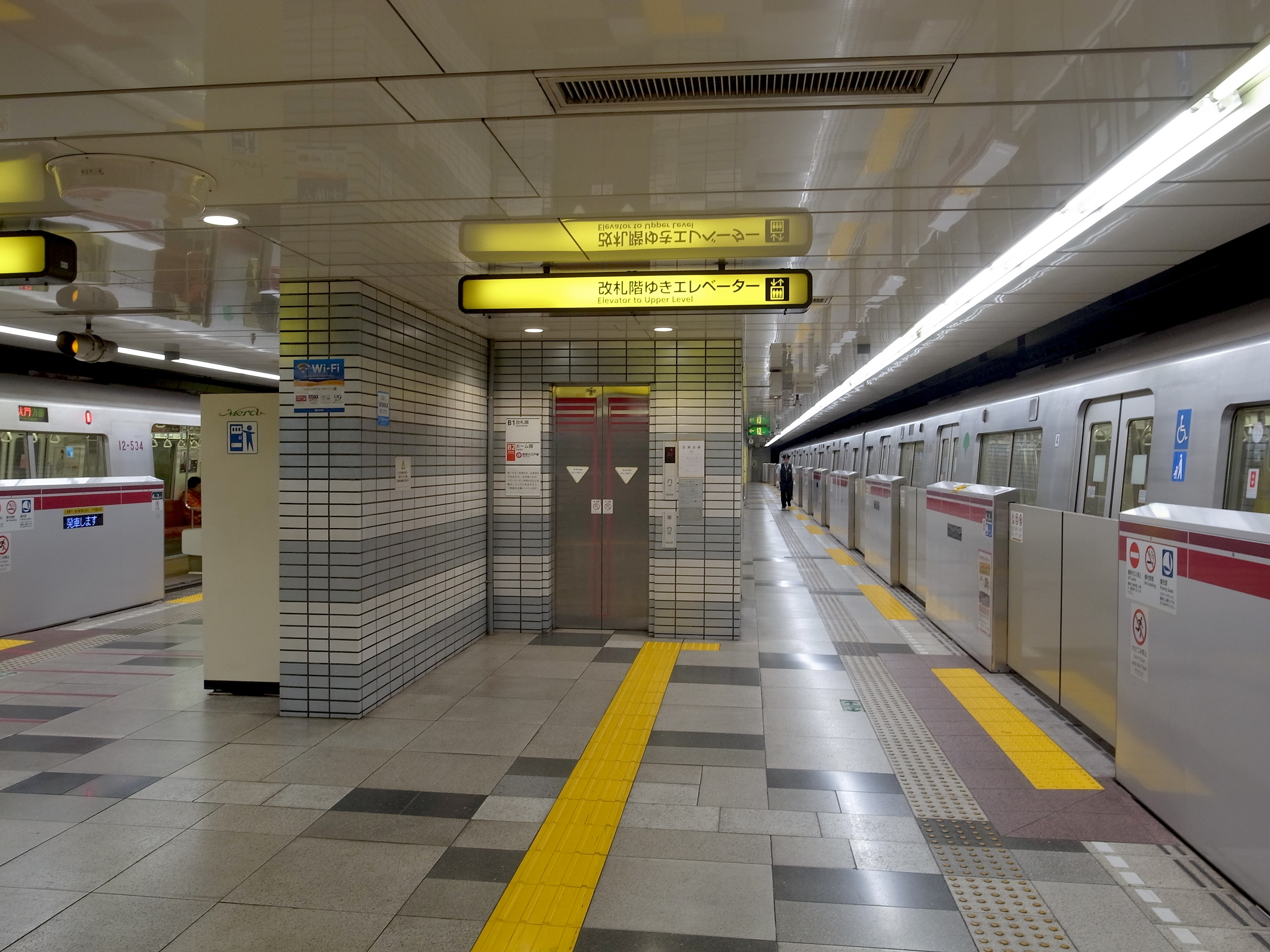
Quai de la station

Ligne Ōedo :
- voie 1 : direction Tochōmae
- voie 2 : trains terminus